# Princesa Caraboo
Mary Baker (nacida Willcocks; 1791 - 24 de diciembre de 1864) fue una impostora que fingió ser una tal Princesa Caraboo. Creyeron que era de una isla lejana en el Océano Índico y engañó a todo un pueblo británico durante algunos meses.

## Biografía

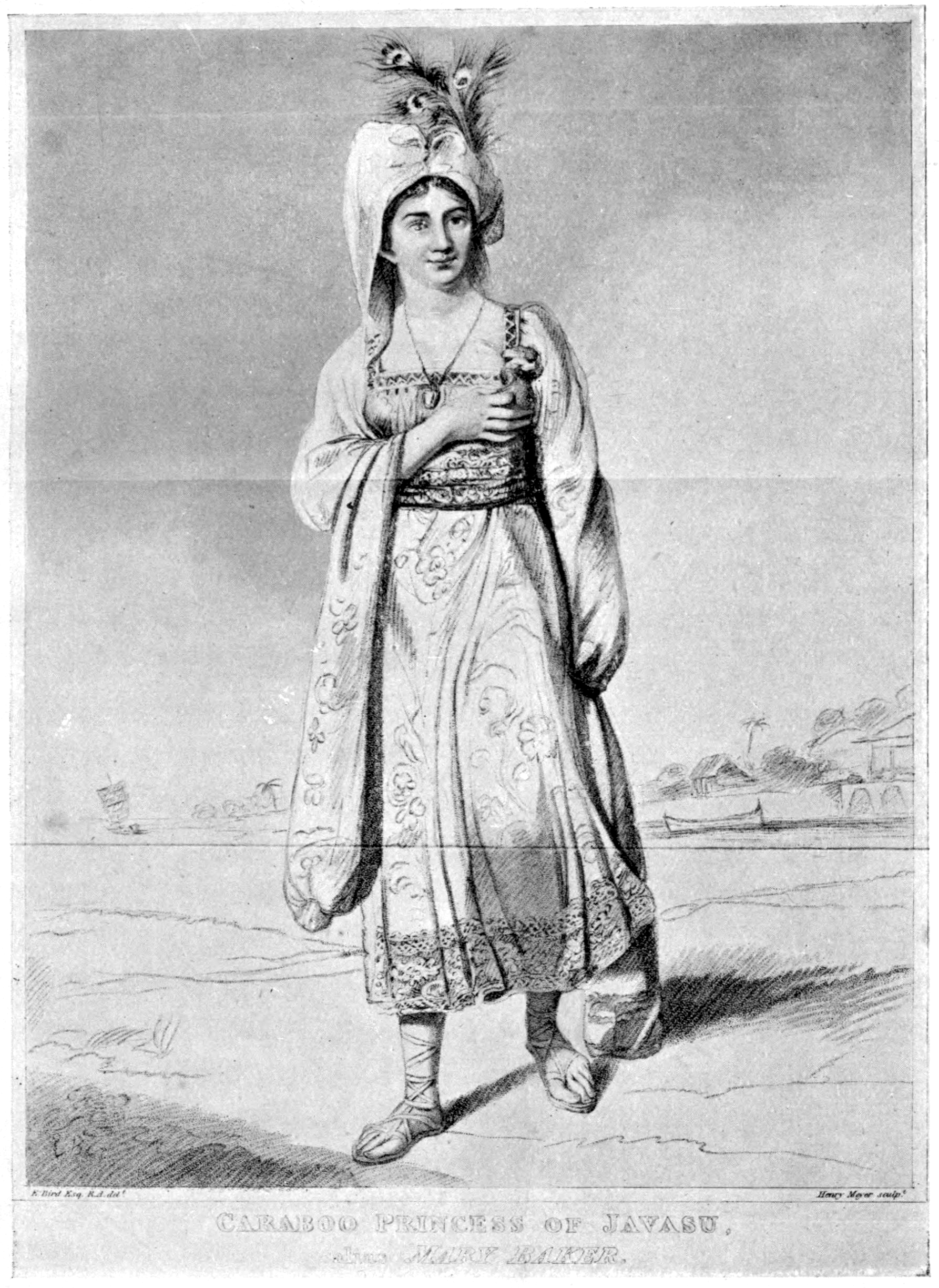
"Princesa Caraboo" a partir de un grabado de Enrique Meyer, sobre un cuadro de Edward Bird.

El 3 de abril de 1817, un zapatero en Almondsbury en Gloucestershire, Inglaterra, conoció a una mujer joven, aparentemente desorientada, con ropa exótica, que hablaba un idioma que nadie podía entender. La esposa del zapatero la llevó al Obispo de los Pobres, que la dejó en manos del magistrado del condado, Samuel Worrall, que vivía en Knole Park. Worrall y su esposa Elizabeth —nacida en Estados Unidos— no podían entenderla bien. Todo lo que pudieron determinar fue que se hacía llamar Caraboo y que parecía interesada en el imaginario chino. La enviaron a la posada, donde identificó un dibujo de una piña con la palabra 'ananá', lo que significa piña en muchas lenguas indoeuropeas, e insistió en dormir en el suelo. Samuel Worrall declaró que era una mendiga y se debía enviar a Bristol y procesarla por vagancia.
Durante su encarcelamiento, un marino portugués llamado Manuel Eynesso (o Enes) dijo que sabía el idioma y podía traducir su historia. De acuerdo con Eynesso, ella era la princesa Caraboo de la isla de Javasu en el Océano Índico. Había sido capturada por piratas y después de un largo viaje había saltado por la borda en el Canal de Bristol y nadado hasta la costa.
Worrall la llevó de vuelta a su casa. Durante las próximas diez semanas, esta supuesta representante de la realeza exótica fue la favorita de los dignatarios locales. Utilizó un arco y flechas, practicaba esgrima, nadaba desnuda y oraba a Dios, a quien ella llamaba Allah Tallah. Adquirió ropas exóticas y un retrato suyo se reprodujo en los periódicos locales. Su autenticidad fue confirmada por el Dr. Wilkinson, que identificó su lenguaje mediante la Pantographia de Edmund Fry y declaró que las marcas en la parte posterior de su cabeza eran el trabajo de cirujanos orientales.

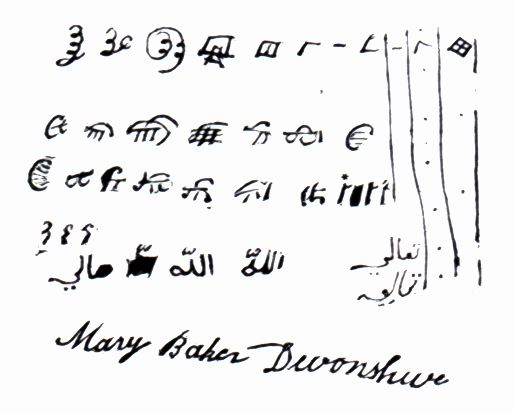
Un escrito en "Javasu" de Baker.

Finalmente la verdad salió a la luz: una cierta Señora Neale la reconoció en el grabado del Diario de Bristol e informó a sus anfitriones. La princesa era en realidad Mary Baker (nacida Willcocks), la hija del zapatero de Witheridge, Devon. Había trabajado como criada en varios lugares de Inglaterra, pero no había encontrado un lugar para quedarse. Ella inventó su idioma ficticio usando su imaginación y palabras romaníes, creando un personaje exótico. Las extrañas marcas en su cabeza eran las cicatrices de una tosca ventosaterapia que le aplicaron en un hospital de pobres en Londres cuando era niña.
Sus anfitriones arreglaron un viaje para que se fuese a Filadelfia y partió el 28 de junio de 1817. En los Estados Unidos continuó brevemente con su papel, pero perdió contacto con los Worrall después de un par de meses.
Hay una leyenda contemporánea, según la cual durante su viaje en barco habría visitado a Napoleón Bonaparte, encarcelado en la isla de Santa Elena, pero probablemente sea falsa.
En 1821 había regresado a Gran Bretaña, pero su acto no fue un gran éxito. Posiblemente tuvo un breve viaje a Francia y España con su disfraz, pero pronto regresó a Inglaterra y se volvió a casar. En septiembre de 1828 vivía en Bedminster con el nombre de Mary Burgess y dio a luz a una hija al año siguiente. En 1839 vendía sanguijuelas en la enfermería del Hospital de Bristol.
Murió el 24 de diciembre de 1864 y fue enterrada en una tumba sin nombre en el cementerio de Hebron Road, en Bristol.